# Svemirska postaja
Svemirska postaja je umjetna struktura sagrađena da omogući ljudima život u vanjskom svemiru. Dosad su izgrađene samo postaje u niskoj orbiti oko Zemlje (LEO). Svemirska postaja se od ostalih svemirskih letjelica s ljudskom posadom razlikuje po tome što nema pogon ili opremu za slijetanje, umjesto toga, druge letjelice se koriste za transport u postaju i iz nje. Svemirske postaje napravljene su za srednjoročni boravak u orbiti, u razdobljima koja se odnose na tjedne, mjesece ili čak godine.
Svemirske postaje koriste se za proučavanje učinaka dugotrajnog boravka u svemiru na ljudsko tijelo i druge organizme, jednako kao i platforme za znanstvena istraživanja koja se mogu obavljati jedino u svemiru.
Prva svemirska postaja Saljut 1 lansirana je 1971. godine.

## Trenutno aktivne svemirske postaje
- Međunarodna svemirska postaja (1998.–danas)
- Svemirska postaja Tiangong (2021.–danas)

## Neaktivne svemirske postaje
- Tiangong-1 i Tiangong-2 (2011. – 2019.)
- Mir (1986. – 2001.)
- Skylab (1973. – 1974.)
- Svemirske postaje tipa Almaz (1973. – 1976.)
- Svemirske postaje tipa Saljut (1971. – 1986.)

## Vanjske poveznice
- NASA - International Space Station